# Las Flores (Tabasco)
Las Flores es una localidad del municipio de Huimanguillo ubicado en la subregión de la Chontalpa del estado mexicano de Tabasco.

## Geografía
La localidad de Las Flores se sitúa en las coordenadas geográficas 17°21′40″N 93°34′53″O / 17.361111, -93.581389, a una elevación de 157 metros sobre el nivel del mar.

## Demografía
Según el Conteo de Población y Vivienda 2020, efectuado por el Instituto Nacional de Estadística y Geografía, la localidad de Las Flores tiene 217 habitantes, de los cuales 107 son del sexo masculino y 110 del sexo femenino. Su tasa de fecundidad es de 3.08 hijos por mujer y tiene 54 viviendas particulares habitadas.
| Gráfica de evolución demográfica de Las Flores entre 1970 y 2020 |
|                                                                  |
| INEGI.                                                           |